# Ривз, Кинастон
Кинастон Ривз (англ. Kynaston Reeves; 29 марта 1893 года — 5 декабря 1971 года) — английский актёр, родился в Лондоне (Великобритания) и при рождении получил имя Филипп Артур Ривз. Он был актёром второго плана и сыграл много ролей в кино, телевизионных постановках и сериалах.

## Творчество
Филиппа Артура Ривза в профессиональной среде знали как Ф. Кинастона Ривза или просто Кинастона Ривза. Свою карьеру он начал с маленькой роли в фильме «Много воды» (Many Waters) в 1931 году. Но уже 1932 году он прогрессировал, получив роль редактора Боба Митчела в фильме «Жилец» (впоследствии переименованного в «Призрачный жилец») вместе с Айвором Новелло и Джеком Хоккинсом.

## Фильмография
- 1931 — Много воды (Many Waters)
- 1932 — Шерлок Холмс: Знак четырёх(The Sign of Four: Sherlock Holmes' Greatest Case) — Бартоломео Шолто
- 1932 — Жилец (The Lodger) — редактор Боб Митчел
- 1945 — Убийство наоборот — прокурор Кроссли
- 1948 — Привлекательный мальчик (The Winslow Boy) — лорд Чиф Джустис
- 1950 — Мадлен — доктор Пенни
- 1951 — Капитан Горацио Хорнблоуэр (Captain Horatio Hornblower R.N. ) — адмирал лорд Худ
- 1958 — Безликий демон (Fiend Without a Face) — профессор Уолгейт
- 1967 — Сага о Форсайтах (The Forsyte Saga) — Николас Форсайт
- 1970 — Частная жизнь Шерлока Холмса (The Private Life of Sherlock Holmes) — старик (в титрах не указан)